# Dinochloa elmeri
Dinochloa elmeri är en gräsart som beskrevs av James Sykes Gamble. Dinochloa elmeri ingår i släktet Dinochloa och familjen gräs. Inga underarter finns listade i Catalogue of Life.